# George Rochberg
George Rochberg (5 juillet 1918, Paterson dans le New Jersey – 29 mai 2005, Bryn Mawr en Pennsylvanie) est un compositeur américain de musique classique.

## Biographie
Rochberg a étudié au Mannes College of Music, l'un de ses professeurs étant le chef d'orchestre  George Szell. Au cours de la Seconde Guerre mondiale, il est engagé en 1942 et est grièvement blessé. Il est rapatrié aux États-Unis, où il reprend ses études musicales à Philadelphie avec notamment Rosario Scalero. Il est titulaire de la chaire de musique de l'université de Pennsylvanie jusqu'en 1968, où il continue d'enseigner jusqu'en 1983. 
Parmi ses étudiants, on peut citer Stephen Albert, Maria Bachmann, William Bolcom, Uri Caine, Vincent McDermott, Michael Alec Rose et Robert Suderberg.
L'ensemble de ses archives ont été acquis en 1996 par la Fondation Paul Sacher à Bâle en Suisse.

## Sa musique
Sa musique est très tôt reconnue et il reçoit dès 1953 le prix George Gerschwin Memorial Award pour son Night Music. Il a, par la suite, de nombreuses distinctions, tant académiques que musicales.
Après une période d'expérimentation du sérialisme, Rochberg abandonne ce concept après 1963 à la mort de son fils, affirmant alors que le sérialisme était vide d'émotion et ne lui permettait pas d'exprimer sa rage et son chagrin. À partir des années 1970, il utilise des passages tonaux au sein de ses partitions. Son utilisation du système tonal est particulièrement net dans son troisième quatuor à cordes (1972) qui comporte une série de variations dans le style du dernier Beethoven. Un autre mouvement du même quatuor comporte des réminiscences des partitions de Gustav Mahler. Cette utilisation du système tonal le fait classer par certains critiques comme néo-romantique. Rochberg rapproche la musique atonale de l'art abstrait et la musique tonale de l'art figuratif. Il rapproche sa propre évolution avec celle de Philip Guston, affirmant que la tension entre figuration et abstraction est un concept fondamental pour les deux artistes (Rochberg 1992).
Parmi les œuvres plus précoces, sa symphonie nº 2 (1955-1956) fait figure comme un exemple de musique sérielle américaine. Néanmoins, Rochberg est plus connu pour ses derniers quatuors, les quatrième, cinquième et sixième formant un ensemble appelé Concord Quatuors en hommage à l'ensemble musical du même nom qui a créé l'œuvre. Son sixième quatuor comporte un ensemble de variations sur le canon de Pachelbel.
Un certain nombre de ses partitions consiste en des « collages » de citations d'autres œuvres de divers compositeurs. "Contra Mortem et Tempus", par exemple, contient des passages de Pierre Boulez, Luciano Berio, Edgard Varèse et Charles Ives.

## Écrits
Rochberg a écrit un certain nombre d'essais, publiés en 1984 sous le nom The Aesthetics of Survival (Esthétique de la survie). Une sélection de sa correspondance avec le compositeur canadien István Anhalt a été publiée en  2007.

## Principales œuvres
Opéra
- The Confidence Man, opéra en deux parties (1982) sur un livret de Gene Rochberg, basé sur une nouvelle d'Herman Melville.

Musique orchestrale
- Symphonies
  - Symphonie nº 1 (1948-57, révisé en 1977)
  - Symphonie nº 2 (1955-1956)
  - Symphonie nº 3, pour double chœurs, chœur de chambre, solistes et orchestre (1966-69)
  - Symphonie nº 4 (1976)
  - Symphonie nº 5 (1984)
  - Symphonie nº 6 (1986-1987)
- Cantio Sacra, pour petit orchestre (1954)
- Cheltenham Concerto, pour petit orchestre (1958)
- Imago Mundi, pour grand orchestre (1973)
- Night Music, pour orchestre avec violoncelle solo (1948) (basé sur le second mouvement de sa première symphonie)
- Music pour the Magic Theater, pour petit orchestre (1965-69)
- Time-Span I (1960)
- Time-Span II
- Transcendental Variations,  pour orchestre à cordes (basé sur le troisième mouvement de son troisième quatuor)
- Zodiac (A Circle of 12 Pieces), (1964-65, orchestration de ses Douze Bagatelles pour piano).

Concertos
- Concerto pour clarinette (1996)
- Concerto pour hautbois (1983), dédié à Joe Robinson qui en fit la première
- Concerto pour violon (1974), dédiée à Isaac Stern qui en fit la création avec l'Orchestre symphonique de Pittsburgh, sous la direction d'Andre Previn
- Eden: Out of Time et Out of Space, pour guitare et ensemble (1998).

Ensemble à vent
- Black Sounds, pour vents et percussions (1965)
- Apocalyptica, pour grand ensemble à vent (1964).

Musique de chambre
- Duo pour hautbois et basson (1946, rev. 1969)
- Duo Concertante, pour violon et violoncelle (1955-59)
- Dialogues, pour clarinette et piano (1957-58)
- La bocca della verita, pour hautbois et piano (1958-59), version pour violon et piano (1964)
- Ricordanza Soliloquy, pour violoncelle et piano (1972)
- Slow Fires of Autumn (Ukiyo-E II), pour flûte et harpe (1978-79)
- Sonate pour alto (1979)
- Between Two Worlds (Ukiyo-E III), pour flûte et piano (1982)
- Sonate pour violon (1988)
- Muse of Fire, pour flûte et guitare (1989-90)
- Ora pro nobis, pour flûte et guitare (1989)
- Rhapsody and  Prayer, pour violon et piano (1989)

Trios
- Trios pour piano
  - Trio pour piano n° 1 (1967)
  - Trio pour piano n° 2 (1986)
  - Trio pour piano n° 3 Summer (1990)
- Trio pour clarinette, cor et piano (1980).

Quatuors
- Quatuors à cordes 
  - Quatuor à cordes n° 1 (1952)
  - Quatuor à cordes n° 2, avec soprano (1959-61)
  - Quatuor à cordes n° 3 (1972)
  - Quatuor à cordes n° 4 (1977)
  - Quatuor à cordes n° 5 (1978)
  - Quatuor à cordes n° 6 (1978)
  - Quatuor à cordes n° 7, avec baryton (1979)
- Contra Mortem et Tempus, pour violon, flûte, clarinettes et piano (1965)
- Quatuor avec piano (1983).

Autres
- Symphonie de chambre pour neuf instruments (1953)
- Serenata d'estate, pour six instruments (1955)
- Electrikaleidoscope, pour un ensemble de flûte, clarinette, violoncelle, piano et piano électrique (1972)
- Quintet pour piano et quatuor à cordes (1975) ;
- Octet: A Gret Fantasia, pour flûte, clarinette, cor, piano, violon, alto, violoncelle et contrebasse (1980)
- Quintette à cordes (1982)
- To the Dark Wood, pour quintette à vent (1985).

Musique instrumentale
- 50 Caprice Variations, pour violon (1970)
- American Bouquet, pour guitare (1991)

Musique pour piano
- Arioso (1959)
- Bartokiana (1959)
- Book of Contrapuntal Pieces pour Keyboard Instruments (1979)
- Carnival Music, pour piano (1976)
- Four Short Sonatas, pour piano (1984)
- Nach Bach: Fantasia, pour clavecin ou piano (1966)
- Partita-Variations, pour piano (1976)
- Sonata Seria, pour piano
- Sonata-Fantasia, pour piano (1956)
- Three Elegiac Pieces, pour piano
- Twelve Bagatelles, pour piano (1952)
- Variations on an Original Theme, pour piano (1941)

Vocal/Choral
- Behold, My Servant, pour chœur mixte a cappella (1973)
- Blake Songs, pour soprano et ensemble de chambre (1957 ; rev. 1962)
- David, the Psalmist, pour ténor et orchestre (1954)
- Eleven Songs to Poems of Paul Rochberg, pour mezzo-soprano et piano (1969)
- Fantasies, pour voix et piano (1971)
- Four Songs of Solomon, pour voix et piano (1946)
- Music pour The Alchemist, pour soprano et 11 chanteurs (1966, rev. 1968)
- Passions According to the Twentieth Century, pour chanteurs, quintette de jazz, harmonie, percussions, piano et bande magnétique (1967)
- Phaedra, monodrame pour mezzo-soprano et orchestre (1973-74)
- Sacred Song of Reconciliation (Mizmor L'piyus), pour baryton et orchestre (1970)
- Seven Early Love Songs, pour voix et piano (1991)
- Songs in Praise of Krishna, pour soprano et piano (1970)
- Songs of Inanna et Dumuzi, pour alto et piano (1977)
- Tableaux, pour soprano, deux récitants, petit chœur d'hommes et 12 instrumentistes (1968)
- Three Cantes Flamencos, pour baryton (1969)
- Three Psalms, pour chœur mixte a cappella (1954)

## Sources
- Alan M. Gillmor (éd.), Eagle Minds: Selected Correspondence of Istvan Anhalt et George Rochberg (1961-2005), Waterloo, Ont.: Wilfrid Laurier University Press, 2007  (ISBN 978-1-55458-018-7).
- George Rochberg, « Guston and Me: Digression and Return », Contemporary Music Review, 6 (2), 1992, p. 5-8.
- Ann Arbor (éd.), The Aesthetics of Survival: à Composer's View of Twentieth-Century Music, University of Michigan Press, éd. revue et augmentée, 2005  (ISBN 978-0-472-03026-2).